# Prionopaltis sericea
Prionopaltis sericea is een vlinder van de familie van de grasmotten (Crambidae). De wetenschappelijke naam van deze soort is voor het eerst voorgesteld door William Warren in een publicatie uit 1892.
De soort komt voor in India (Himachal Pradesh).